# René Allendy
René Félix Eugène Allendy (París, 19 de febrero de 1889 - 12 de julio de 1942) fue un psicoanalista y homeópata francés.

## Biografía
Contrajo una neumonía a los tres años y fue un niño enfermizo, aquejado de difteria y otras dolencias graves. Buen estudiante, tras completar la secundaria, estudió ruso y sueco y obtuvo el título de médico por la Escuela de Medicina de París en 1912. A los pocos días, se casó con Yvonne Nel-Dumouchel, que fue su compañera y ayudante hasta su muerte, en 1935. Allendy se casó entonces con su cuñada, Colette.
En 1914 fue movilizado para la Primera Guerra Mundial, pero se le diagnosticó tuberculosis y volvió a la vida civil. Ejerció la medicina en los hospitales de Léopold-Bellan y Saint-Jacques. En este último ensayó una terapia homeópata de prevención de la tuberculosis entre 1932 y 1939.
En 1922 fundó en La Sorbona el Groupe d'études philosophiques et scientifiques pour l'examen des idées nouvelles, dedicado a la promoción de las novedades humanísticas y científicas. En 1924 se sometió a análisis con René Laforgue y quedó capacitado para ejercer como psicoanalista. En 1926, con la princesa Marie Bonaparte, protegida de Freud, fue miembro fundador de la Sociedad Psicoanalítica de París, de la que fue secretario entre 1928 y 1931.
Su esposa, Yvonne, fue tesorera del Théatre Alfred Jarry, de Antonin Artaud, a finales de la década de 1920. Anaïs Nin fue paciente y posteriormente amante del Dr. Allendy en 1932. La historia de la relación entre Allendy y Nin se encuentra descrita con detalle en los diarios de Anaís Nin, específicamente en el volumen titulado: Henry y June. El Dr. Allendy también analizó a Antonin Artaud.

## Pensamiento
Como psicoanalista, Allendy se mantuvo dentro de la corriente ortodoxa freudiana, aunque no ocultó su simpatía por algunas nociones propuestas por Jung, como el inconsciente colectivo. Interesado por la alquimia, la astrología, el misticismo y la numerología, estuvo próximo al movimiento surrealista e inició varios proyectos de películas oníricas.

## Obra
- 1912. Les théories alchimiques dans l´histoire de la médecine

- 1920. Le Grand-oeuvre thérapeutique des alchimistes et les principes de l'homoeopathie. París: ed. 'Voile d'Isis'

- 1920. Le Lotus sacré..., Paris, Librairie théosophique

- 1921. La Table d'émeraude d'Hermès Trimégiste avec les commentaires de l'Hortulain. Prefacio de J. Charrot y frontispicio texto comentario por A. M.A. Gédalge, Ed. Voile d'Isis.

- 1921. Le Symbolisme des nombres. Essai d'arithmosophie. Obra con 50 grabados, Paris. Libr. générale des sciences occultes, Bibliothèque Chacornac (muchas veces reeditada)

- 1922. Les Tempéraments. Essai sur une théorie physiologique des tempéraments et de leurs diathèses, avec applications pratiques à l'hygiène et à la thérapeutique. Precedido de un estudio histórico, Mayenne, impr. Charles Colin ; Paris, Vigot Frs. editores, 23, rue de l'École-de-Médecine.

- 1924. La Psychanalyse et les Névroses, con René Laforgue, prefacio de Henri Claude.

- 1926. Les Rêves et leur Interprétation psychanalytique

- 1926. L'art cinématographique.

- 1927. Le Problème de la destinée, étude sur la fatalité intérieure. Paris, Gallimard, 220 p.

- 1928. Orientations des idées médicales.

- 1931. La Justice intérieure. París: Denoël & Steele.

- 1931. La Psychanalyse, doctrine et application.

- 1932. Capitalisme et sexualité, con su esposa Yvonne

- 1934. Essai sur la guérison.

- 1937. Paracelse (Paracelso), le médecin maudit

- 1938. Rêves expliqués.

- 1938. Le problème sexuel à l'école, Paris : F. Aubier.

- 1938. Le crime et les perversions instinctives, Paris

- 1942. Aristote (Aristóteles) ou le complexe de trahison.

- 1944. Journal d'un médecin malade.

- 1949. L'amour Ed. Denoël, póstumo.

- 2002. Les constitutions psychiques. Ed. L'Harmattan, ISBN 2-7475-2265-2